# Chrysopa concinna
Chrysopa concinna is een insect uit de familie van de gaasvliegen (Chrysopidae), die tot de orde netvleugeligen (Neuroptera) behoort. 
Chrysopa concinna is voor het eerst wetenschappelijk beschreven door Banks in 1944.